# Rasuł Dżukajew
Rasuł Magomiedowicz Dżukajew (ros. Расул Магомедович Джукаев; ur. 11 sierpnia 1984) – rosyjski zapaśnik startujący w stylu wolnym. Wicemistrz świata w 2009. Brązowy medalista mistrzostw Europy w 2008. Czwarty w Pucharze Świata w 2009. Mistrz Rosji w 2009 i trzeci w 2011 i 2015 roku.